# Emmanuel Dieudonné de Hautefort
Emmanuel Dieudonné, marquis de Hautefort, est un officier et un diplomate français né le 13 janvier 1700 et mort à Paris, le 30 janvier 1777.

## Biographie
Second fils de Louis-Charles de Hautefort, marquis de Surville, lieutenant-général des armées du Roi, et d'Anne Louise de Crevant d'Humières, il est le petit-fils de Louis de Crevant, duc d'Humières, maréchal de France.
Il porte les titres de marquis d'Hautefort, de Surville et de Sarcelles, comte de Montignac, vicomte de Ségur, baron de Julliac, de La Flotte, de Béhéricourt, seigneur de la Borie, Bellegarde, Savignac, Rethonvillers, Le Mesnil Saint Firmin, etc.
Le 9 août 1700, il est reçu chevalier de minorité de l'Ordre de Malte, au Grand Prieuré de France.
Le 8 juillet 1727, il hérite de son oncle François Marie de Hautefort, 4e marquis de Hautefort, sans enfant, tous les biens de la maison de Hautefort. Il devient alors le 5e marquis de Hautefort.
Il est aussi le neveu de Gilles de Hautefort, lieutenant-général des armées navales, le beau-frère d'Henri Camille, marquis de Beringhen.

### Carrière militaire
Il entre au service le 31 août 1717 comme enseigne au régiment de Condé, est promu capitaine et le 28 mars 1719 devient lieutenant-colonel. Le 1er septembre 1719, il est nommé colonel de ce régiment, et le 28, après la mort de son frère aîné, il hérite de son grade de lieutenant-colonel dans le même régiment et du titre de comte de Surville. Il commande le régiment de Condé au camp sur la Moselle en 1727, lors du siège de Gera d'Adda, de Pizzigetton et du château de Milan lors de la campagne d'Italie de 1733, et en 1734, pendant la guerre de succession de Pologne, lors de la prise de Tortona et de Novara, l'attaque de Colorno et la bataille de Parme, où il est blessé d'une balle au bras.
Promu brigadier des armées du Roi le 1er août 1734, il commande une brigade à la bataille de Guastalla, puis en 1735 aux sièges de Reggio, Reggiolo et Gonzaga. Il rentre en France avec le régiment de Condé en août 1736.
Le 1er janvier 1740, il devient officier général en étant promu maréchal de camp et quitte son régiment.
Avec le déclenchement de la guerre de Succession d'Autriche, le 1er août 1741, il sert sous le maréchal de Maillebois à l'armée du Rhin.
Dans le cadre de la troisième division, il part en campagne en Westphalie, puis pendant l'hiver il est sous le commandement du comte de Lutto à Campine, dans l'électorat de Cologne. En août 1742, avec la deuxième division de l'armée du Rhin, il marche jusqu'aux frontières de la Bohême, participe à la prise d'Ellenbogen, assiste Braunau, ravitaille Egra et autres actions. Il rentre en France avec l'armée en juillet 1743. Le 1er août, il est envoyé sous les ordres de son beau-père le maréchal-duc d'Harcourt à Sedan, où il termine la campagne.
Le 1er avril 1744, il est affecté à l'armée des Flandres, sert aux sièges de Menin et d'Ypres. Passé sous le commandement du maréchal de Saxe le 1er juillet, il termine la campagne dans le camp de Courtrai. Il prend alors sa retraite pour raison de santé.

### Carrière diplomatique
Le 12 juin 1749, il est nommé par le roi Louis XV ambassadeur auprès de l'impératrice Marie-Thérèse d'Autriche, à Vienne, où il se rend en novembre. Il marque son ambassade par l'ampleur des équipages avec lesquels il se déplace à Vienne.
Le 2 février 1751, il devient chevalier des ordres du roi avec permission de porter le ruban de l'Ordre du Saint-Esprit, qu'il reçoit à son retour de l'ambassade le 1er janvier 1753.
En mai 1751, il perd sa seconde épouse, décédée à Vienne.
Après son ambassade, il vit dans la retraite, séjournant souvent en Picardie, dans son château de Champien, aujourd'hui disparu, qu'il fait agrandir, par la construction de deux ailes, et de dépendances, remises et écuries. À Hautefort, il fait construire la quatrième aile de l'hospice, qui donne à cet édifice son plan définitif en forme de croix, et fait aussi faire des travaux d'embellissement au château.
Il se compose une bibliothèque de livres reliés à ses armoiries.
À Paris, il réside à partir de 1766 avec ses deux plus jeunes enfants à l'hôtel de Marsilly, rue du Cherche-Midi, où il meurt le 30 janvier 1777, paroisse Saint-Sulpice.
Son portrait est exposé au château de Hautefort.

### Distinctions
- chevalier de l'ordre royal et militaire de Saint-Louis (1734) ;
- chevalier de l'Ordre du Saint Esprit (1751)[6].

### Mariages
Emmanuel Dieudonné de Hautefort se marie deux fois :
- Il épouse le 11 septembre 1727: Reine Madeleine de Durfort de Duras (1713 - Champien, 13 novembre 1737), fille de Jean-Baptiste de Durfort, duc de Duras, maréchal de France, et d'Angélique Victoire de Bournonville.
- Devenu veuf, il se remarie à La Mailleraye le 6 juillet 1738 avec Françoise-Claire d'Harcourt (Paris, paroisse Saint-Sulpice, 12 mai 1718 - Vienne, 9 mai 1751), fille de François d'Harcourt (1689-1750), deuxième duc d'Harcourt, pair de France, maréchal de France, et de Marie-Madeleine Le Tellier de Barbezieux (1698 -1735). Devenu veuf une seconde fois, il ne se remarie pas.

Son second mariage fait de lui le beau-frère du maréchal-duc de Croÿ, qui le mentionne souvent dans ses souvenirs, et celui de Claude Louis François Régnier de Guerchy, marquis de Guerchy, qui sera ambassadeur à Londres de 1763 à 1767.

### Descendance
Du premier mariage :
- Jean Louis Emmanuel de Hautefort (Paris, paroisse Saint-Sulpice, 17 septembre 1728 - 1731) ;

Du second mariage :
- Camille Françoise Gabrielle de Hautefort (Paris, paroisse Saint-Sulpice, 6 avril 1739 - 12 juin 1796), dite Mademoiselle d'Hautefort ;
- Armand Charles Emmanuel de Hautefort (Paris, paroisse Saint-Sulpice, 26 janvier 1741 - Paris, 27 novembre 1805), 6e marquis de Hautefort, dont il vend le château à son frère en 1792. Épouse 1) (3 février 1761, divorce) : Maria Amelia Caroline Joseph Xavière de Bavière (1744-1820), grande d'Espagne, fille d' Emmanuel François Joseph, comte de Bavière (1695-1747), grand d'Espagne, et de Maria Joséphine, comtesse von Hohenfels (1720-1797 ) ; 2) (9.08.1796) : Anne Michelle Huet (vers 1770-Périgueux, 1805), dont postérité du second mariage : avec sa seconde épouse, ils sont les grands-parents de Armand Alexandre Emmanuel d'Hautefort ;
- Adélaïde Gabrielle de Hautefort (28 février 1742 - Paris, paroisse Saint-Roch, 4 février 1767), dite Mademoiselle de Julliac, mariée le  29 février 1764 avec Louis Antoine Sophie de Vignerot du Plessis, duc de Richelieu (1736-1791), dont Armand Emmanuel de Vignerot du Plessis, duc de Richelieu, président du Conseil sous la Restauration ;
- Adélaïde Julie de Hautefort (Paris, paroisse Saint-Sulpice, 12 octobre 1743 - ibidem, 4 mai 1783), dite Mademoiselle de Montignac, mariée le 14 avril 1765 avec Louis Joseph de Mailly-Nesle, marquis de Nesle (1744-1810. Dont postérité : leur petite-fille Amélie Louise d'Arenberg (1789-1823) épouse Pie Auguste, duc en Bavière, dont postérité ;
- Angélique Rosalie de Hautefort (Paris, paroisse Saint-Sulpice, 12 août 1745 - 1796), dite Mademoiselle de Champien, mariée en 1767 avec Jacques Gabriel Chapt, marquis de Rastignac (1736-1792), mousquetaire de la garde royale, dont trois fils, dont Pierre Chapt de Rastignac, pair de France, et Anne Charles Parfait Chapt de Rastignac, maréchal de camp, gentilhomme de la chambre du Roi ;
- Agathe Félicité de Hautefort (Paris, paroisse Saint-Sulpice, 12 octobre 1746 – ibidem, 16 août 1788), non mariée, dite Mademoiselle de Behéricourt ;

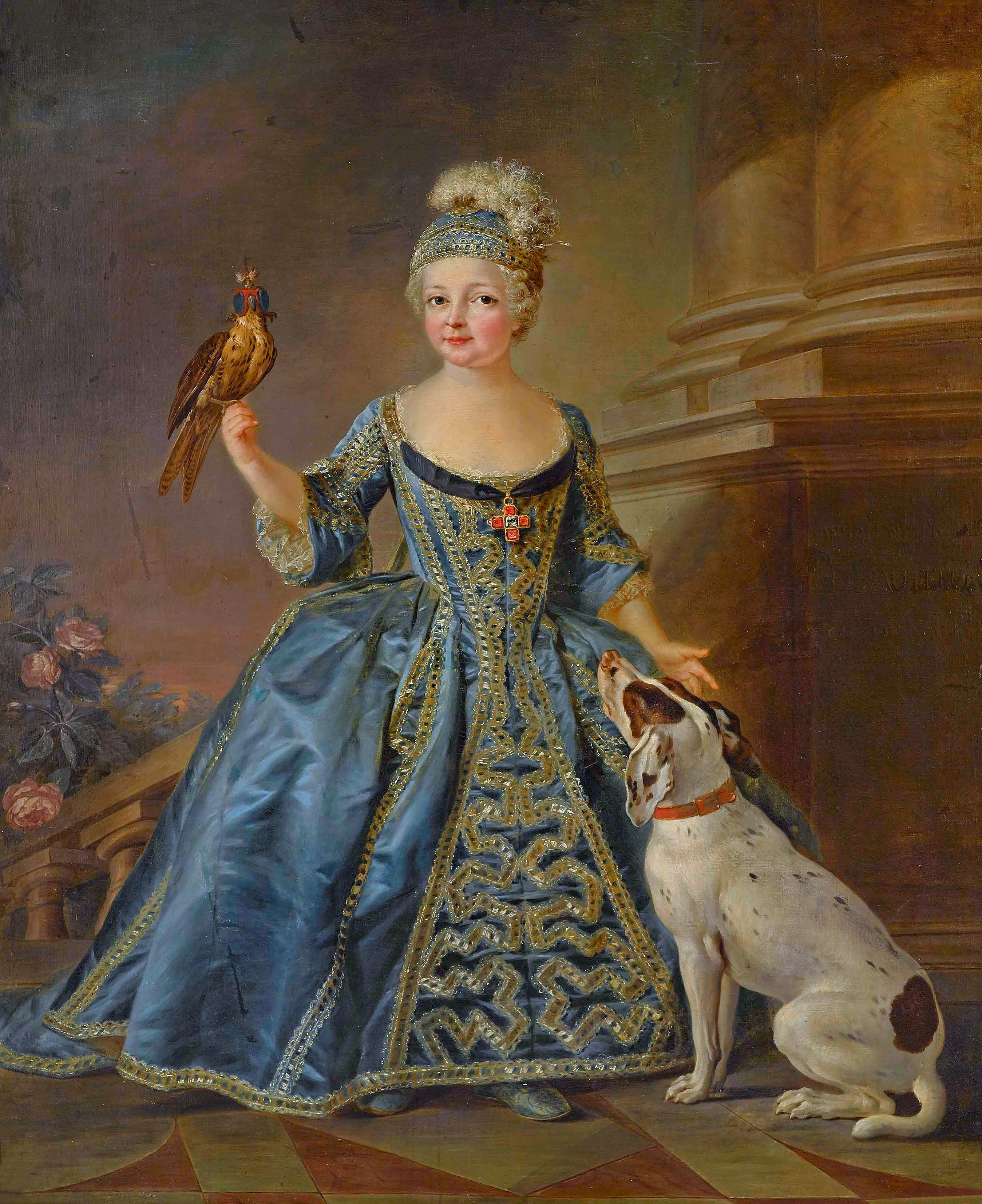
Abraham Frédéric de Hautefort enfant, peint par François Adrien Grasognon Latinville

- Abraham Frédéric de Hautefort enfant, peint par François Adrien Grasognon LatinvilleAbraham Frédéric de Hautefort (Paris, paroisse Saint-Sulpice, 16 avril 1748[7] - guillotiné à Paris, 1794), comte d'Hautefort,                                     dont il achète le château à son frère aîné en 1792, colonel du régiment de Flandres infanterie. En 1777, il fait reconstruire l'église paroissiale de Champien. Épouse à Champien le 2 mai 1773 Marie-Bertrande d'Hautefort de Vaudre, sa cousine (1747 - guillotinée à Paris, 1794), fille de Jean-Louis d'Hautefort, comte de Vaudre, marquis de Bruzac, baron de Marquessac, et d'Anne Marie de La Baume de Forsac. Dont postérité à Hautefort et à Champien :         
  - Louis de Hautefort (20 janvier 1776 - Paris, 17 avril 1809), marié en 1797 avec Julie Alix de Choiseul-Praslin (1777-1799), fille de Renaud César de Choiseul, 2e duc de Praslin, et de Guyonne de Durfort Lorge. Leur fille unique, Sigismonde Charlotte de Hautefort (1799-1847), épouse en 1818 Ange Hyacinthe Maxence de Damas (1785-1862), lieutenant-général des armées du Roi, Pair de France, secrétaire d'Etat à la guerre (1823-1824), ministre des affaires étrangères (1824-1828), gouverneur du duc de Bordeaux (1828-1833), dont postérité.
  - Alphonse de Hautefort, non marié (Paris, 28 novembre 1778 - Champien, 17 juillet 1877) [8].

## Source
Page créée à partir de celle du wikipedia russe Отфор, Эмманюэль-Дьёдонне д’

### Pages connexes
- Famille de Gontaut et d'Hautefort
- Château de Hautefort
- Hôtel de Marsilly
- Château de l'Herm
- Régiment de Condé
- Liste des chevaliers de l'ordre du Saint Esprit